# Émeutes étudiantes de 1975 à Maurice
Les émeutes étudiantes de 1975 à Maurice se réfèrent à des manifestations puis à des émeutes étudiantes à Maurice le 20 mai 1975.

## Motivations des manifestations étudiantes
Des étudiants venant de Curepipe, Vacoas-Phœnix, Quatre Bornes et Beau Bassin-Rose Hill convergent vers Port-Louis pour revendiquer un certain nombre de changements dans le système éducatif notamment à propos des sujets suivants :
- les différences de dotation entre enseignement privé (de mauvaise qualité) et enseignement public et enseignement catholique d'autre part[2] ;
- les manuels scolaires, encore imprégnés de culture colonialiste ;
- les niveaux parfois jugés trop faibles du corps enseignant.